# 요르단
요르단(아랍어: أردنّ 우르둔[*], 영어: Jordan)은 중동에 있는 입헌 군주국이다. 정식 국명은 요르단 하심 왕국(아랍어: المملكة الأردنيّة الهاشميّة 알맘라카 알우르두니야 알하시미야[*], 영어: The Hashemite Kingdom of Jordan, 문화어: 하쉐미트 요르단 왕국)이다. 수도는 암만이며, 이라크, 팔레스타인, 이스라엘, 사우디아라비아, 시리아와 국경을 접한다. 약 26km의 해안선이 홍해의 북쪽 아카바만에 접한다. 이 해안선을 끼고 있는 도시 아카바에는 요르단 유일의 항구가 있다.

## 국명의 유래
요르단의 국명은 요르단 북서부 국경에 위치한 요르단강에서 유래했다. 요르단강의 이름에 대해서는 몇가지 학설이 존재하지만 가장 공신력이 있는 학설은 강의 급한 경사를 반영하는 이름인 "내려오는 자"를 뜻하는 히브리어 Yarad (Hebrew: ירד)에서 비롯되었다는 것이다. 현 요르단 영토의 대부분은 역사적으로 트란스요르단이라 불리던 지역으로 이루어져 있는데 이는 "요르단(강) 넘어"를 뜻한다. 이는 요르단강의 동쪽에 있는 땅을 지칭한다. 히브리 성서는 (유대교의 성서, 크리스트교 명칭은 구약성서) 이 지역을 히브리어로 (עבר הירדן, 로마자: Ever ha'Yarden), ''요르단(강)의 반대쪽(해안)"이라 지칭한다. 초기 아랍 연대기는 강을 Al-Urdunn이라 (히브리어 Yarden의 동의어). Jund Al-Urdunn는 초기 이슬람 시대에 강 주변에 존재했던 군사 지역의 명칭이다. 추후 십자군 시대부터 20세기 초까지 Oultrejordain라는 명칭을 가진 영주가 존재했다.

## 역사
요르단의 국토는, 약 50만 년 전의 구석기 시대부터 인류가 정착하였다고 알려져 있으며, 약 1만 년 전(기원전 8천 년경)에는 인류 최고(最古)의 농업이 행해졌다. 서아시아 문명이 발달하자 교역의 중심지로서 번영하였고, 기원전 13세기경부터는 이집트인이 정착하여 암만에는 구약성서에 등장하는 암몬인의 나라가 있었다. 기원전 1세기경에는 남부 페트라 유적을 남긴 나바테아 왕국이 발전하였으나, 1세기 ~ 2세기에 로마 제국에 합병되었다.
7세기에는 이슬람 제국의 지배하에 들어가 아라비아와 이슬람교가 전파되어 아랍화·이슬람화되었으나, 다마스커스에 자리잡은 우마이야 왕조가 멸망하여 이슬람 세계의 중심이 시리아 지방으로부터 멀리 떨어지게 되어, 그 변경으로서 도시 문명도 차츰 쇠퇴하였다.
19세기에 들어서, 당시 이 지방을 지배하였던 오스만 제국이 러시아 제국으로부터 도망하여 온 체르케스인을 시리아의 인구가 희박한 지역에 살게 하여 점차 활기를 띠기 시작했다. 제1차 세계 대전 이후인 1919년에는 영국의 위임통치하에 놓였다.
1921년 하심가 출신인 압둘라 1세를 영입하여 트란스요르단을 세웠고, 제2차 세계 대전 이후인 1946년 영국으로부터 독립하였다. 후세인 1세가 즉위한 이후에 지금의 국명으로 개칭되었다.
1950년에는 동예루살렘을 포함한 요르단강 서안 지구를 영토에 추가하였으나, 1967년 제3차 중동 전쟁에서 이스라엘에 빼앗겼다. 중동 전쟁으로 인하여 이스라엘이 점령한 지역으로부터 팔레스타인인이 대거 유입되었다.

## 역대 군주
- 초대 : 압둘라 1세 (1946년 ~ 1951년)
- 2대 : 탈랄 1세  (1951년 ~ 1952년)
- 3대 : 후세인 1세 (1952년 ~ 1999년)
- 4대 : 압둘라 2세 (1999년 ~ 현재)

## 지리 및 기후
국토의 서단에 레바논, 안티레바논 두 산맥의 연장이 남북으로 달리고 그 사이 폭 10~20km의 대지구대(大地溝帶)가 있는데 이것이 갈릴리 호수, 사해(死海), 아카바만(灣) 등을 거쳐 아프리카에 이어진다. 지구대의 저변은 평탄하지 않아 헤르몬 산에서 발원한 요르단강이 남쪽으로 흘러 사해에 들어간다. 사해 남쪽에서 지구대가 차츰 높아져 그 10km 남방에서 해면과 같은 고도가 된다. 지구대 동부의 요르단은 표고 500m, 1,000m의 완만한 고원상을 이룬 암석 사막지대이다.
지구대의 서쪽은 지중해성 기후로 하계에는 고온·건조하고, 동계에는 저온·다습하여 500mm 정도의 비가 내린다. 동부는 스텝 사막지대로 강우량이 200mm 미만이다.

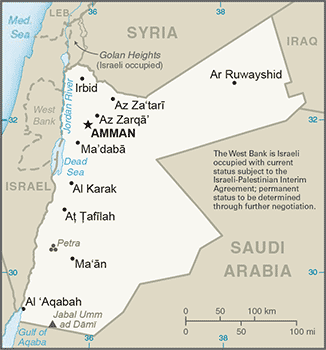
요르단 지도

## 정치
제1차 세계대전시 후세인 왕의 아들 파이살이 아카바와 암만을 점령하여 세운 토후국 아미르는 1921년 영국정부의 승인을 받았다. 그 후 팔레스티나 전쟁이 일어나 압둘라 왕은 1946년 팔레스티나 동부를 점령했다.1952년 국왕 후세인이 입헌군주제를 선포하고 친서방적인 외교노선을 폈다. 아랍제국 중 가장 친서방적인 외교관계를 유지해 왔으나 걸프전 당시 이라크에 지지를 표명한 탓에 미국 등 서방측과의 관계가 소원해졌다. 1999년 2월 후세인 국왕이 사망하고 그의 아들이 왕위를 계승했다.
군주의 권력은 강력하며 국민들은 왕에 대한 충성심을 가지고 있기 때문에 정치는 안정되고 있다.

## 주민
주민은 대부분이 아랍인 회교도들로, 유대인과 영국인도 존재한다. 주민 중 70만 명이 팔레스타인 피난민으로, 유엔 팔레스타인 난민구호기관의 원조로 생활하고 있다. 게다가 1967년의 대이스라엘 전쟁의 결과 요르단강 서안에 거주하던 요르단인 중 많은 사람이 동안으로 이주했다. 사해 북단의 에리코에서는 기원전 5000년의 도시가 발굴되었고, 아카바만 부근의 나바테아 왕국의 수도 페트라는 험준한 적색하암 협곡지대에 위치해 있다.

## 행정 구역

### 수도
요르단의 수도는 암만이며, 인구 144만. 정치, 문화, 상공업의 중심지이다. 남서방에 나바띠아 문명의 유적 페트라가 있다. 또한 나바띠안들이 남겨놓은 문양들이 페트라에서 1시간 정도 떨어진 붉은 사막 와디럼에도 남아있다.

## 언어
대부분 아랍어를 사용하며, 국가의 공용어이자, 도시에서는 영국의 지배에 영향으로 영어도 통용되고 있다.

## 종교
| 종교구성(요르단) | 종교구성(요르단) | 종교구성(요르단) | 종교구성(요르단) | 종교구성(요르단) |
| ---------------- | ---------------- | ---------------- | ---------------- | ---------------- |
|                  |                  |                  |                  |                  |
| 이슬람교         | 이슬람교         |                  | 92%              | 92%              |
| 기독교           | 기독교           |                  | 6%               | 6%               |
| 기타             | 기타             |                  | 2%               | 2%               |

이슬람교가 90% 이상이며, 기독교와 유대교도 극소수 존재한다. 이 중 기독교는 침례교, 기독교연합교회, 요르단 성공회, 복음주의 자유교회 등이 있다. 다른 아랍나라 중 종교의 자유가 있는 편이다.

## 문화
이슬람 문화가 주요 문화로 하나 기독교도도 10%를 넘을 것으로 보고 있다. (실재로는 그렇게 많지 않음)
세계 문화 상 매우 중요한 곳인 요르단은 국내 도처에 귀중한 고고학적 유적과 이슬람과 그리스도교가 조화를 이룬 유물들이 흩어져 있는 나라이다.

#### 주요 유적지
페트라
7대 불가사의 중 하나다
유대스코 문화유산으로 선정이 됐으며 신막에 있는 도시다. 홍해와 흑해 사이에 있다

#### 움까이스
로마유적

#### 느보산
모세가 애굽(이집트)을 탈출하여 광야를 헤매다가 죽기전 마지막으로 느보산에 올라 마침내 가나안 땅을 바라보며 생을 마감했다는 곳. 마다바와 멀지 않은 곳에 있다.

#### 제라시

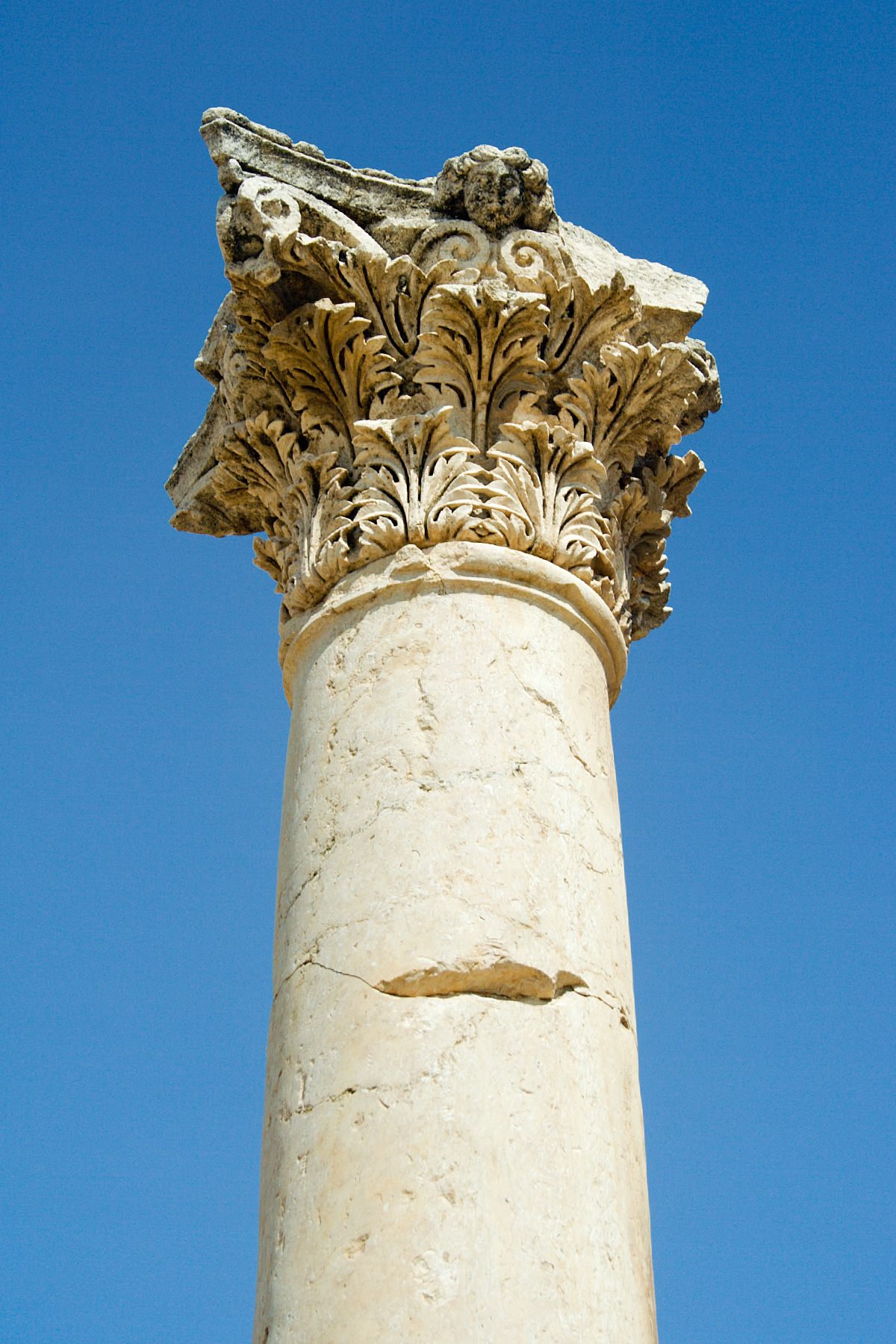
제라시 유적

제라시는 그리스-로마 시대의 10개 위성 도시(decpolis) 가운데 하나로, 보석, 비단, 상아 등의 판매가 이루어지던 사막 대상(caravan)의 경유지였다. 로마 제국의 멸망과 지진으로 인해 도시는 폐허가 되었었으나 최근에 발굴 작업으로 거의 원형이 복구되어 이탈리아 외에 로마 시대의 도시흔적을 거의 완벽하게 갖춘 도시로서 유명해지고 있다. 제라시의 북쪽으로는 알리바트 성이 산등성이에 위치하여 맑은 날이면 요르단 계곡을 통해 예루살렘까지도 바라볼 수 있다.

#### 마다바
마다바는 다수의 아름다운 모자이크 벽화 및 바닥들이 발견된 기독교 도시이다. 그리스 정교교회인 세인트 조르지 교회에 보관되어 있는 6세기 시대의 예루살렘 시 지도가 대표적인 모자이크 벽화이다. 마다바 시로부터 동북쪽으로 약 10km 지점에는 느보산이 있다. 기독교 구약시대 모세가 이스라엘 민족을 이끌고 애굽을 나와 가나안 땅을 바라보았다는 곳이다. 또한 모세가 지팡이로 바위를 쳐서 샘물이 솟았다고 알려진 모세의 샘에서는 약 3,200년이 지난 오늘날에도 물이 샘솟고 있다.마다바의 남쪽에는 카락성이 있는데 12세기 카락 지역의 통치자였던 리노드 대 샤리용 군주가 회교인 대상(caravan)들을 상대로 공격을 가하던 주요 요새였으며, 1187년대 회교군의 유명한 명장인 살라할 딘 장군에 의해 정복되었다.

#### 페트라
페트라는 붉은 사암으로 이루어진 거대한 바위 틈새의 좁고 깊은 골짜기를 지나 나오는 헬레니즘 양식의 웅대한 건물이다. 건물 정면은 암벽을 파서 만들었고, 암벽을 파서 방도 만들었다. 페트라는 대부분의 건물들을 이와 같이 암벽을 파서 만들었으며, 이곳에는 극장과 온수 목욕탕, 그리고 상수도 시설이 갖추어져 있어 현대 도시 못지않다. 나바티안이라고 불리는 민족에 의해 건설된 이 도시는 실크로드의 길목으로 수많은 대상들이 들러가는 상업의 요충지로 한때 크고 번창했었으나, 대상무역의 쇠퇴와 함께 폐허가 되어 여러 세기 동안 발견되지 않은 채 남아 있었다. 그러던 중 1812년 요한 루트비히 부르크 하르트라는 스위스의 한 젊은 탐험가가 이 유적을 발견하였다. 현대의 수수께끼 유적의 하나로 남아 있는 이곳은, 이집트의 피라밋과 더불어 고대 세계 7대불가사의의 하나이며, 영화 《인디아나 존스: 최후의 성전》의 배경이기도 하다.

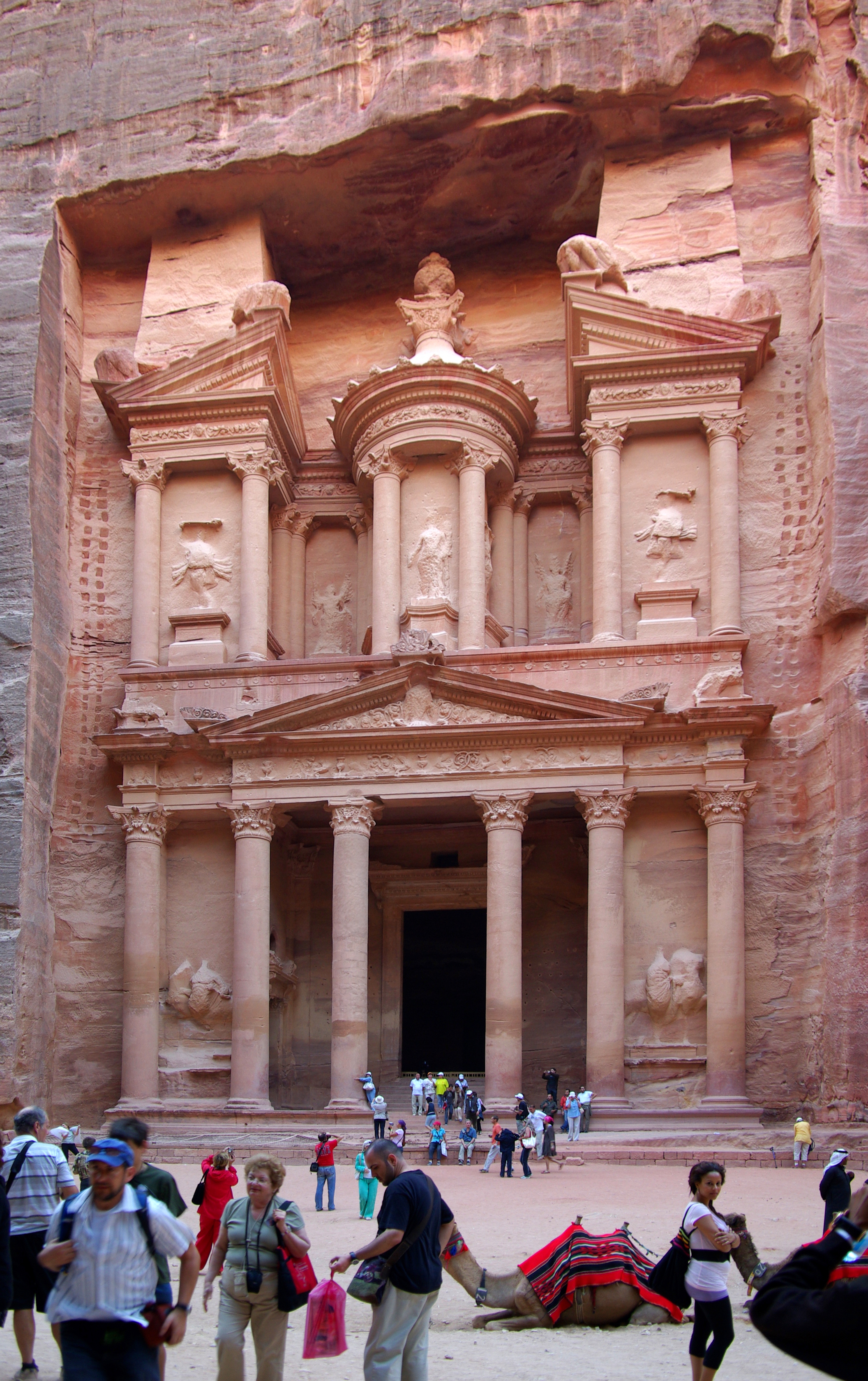
페트라 유적

#### 수도원
수도원(Al Deir, The Monastery)은 전면의 폭이 50m, 높이가 45m에 이르는 페트라의 유적 중 가장 규모가 크고 가장 안쪽에 들어서 있다. 4세기 이후부터 수도원으로 사용되었다고 한다. 수도원까지 올라가는 길은 매우 환상적인 색의 조화로 이루어진 언덕이 끝없이 이어진다.

#### 로마 원형극장
로마 원형극장(Roman Amphitheatre)은 시내에 위치하며 고대 필라델피아의 유적 중 보존이 잘된 건축물이다. 경사진 언덕을 파서 만든 원형극장으로 169년 ∼ 177년경에 건설된 것으로 보이며 대략 6,000여명을 수용할 수 있는 시설이다. 극장은 현재도 각종 행사를 위해 사용되고 있다. 극장 곳곳에 아름다운 장식이 남아 있고 무대 양옆으로는 ‘전통의상 박물관(Traditional Jewels & Costumes Museum)’과 ‘민속박물관(Fo- lklore Museum)’이 있다.

#### 시타델
시타델(Citadel)은 로마극장 반대편 언덕 꼭대기에 있는 옛성터로, 암만의 전경이 멋있게 펼쳐지는 곳이다. 현재는 폐허로 잔재들만 남아 있지만 한창 복구공사가 진행 중이다. 2세기에 지어진 헤라클레스 신전(The temple of Hercules)은 일부가 복원되어 있는데 마르쿠스 아우렐리우스 황제(Marcus Aurelius, 161∼180)를 위해 세워졌다고 한다. 입구부터 도시까지 계단으로 연결되었다고 하나 지금 계단의 흔적은 찾을 수 없다. 그 외에도 청동기 시대의 성채부터 로마시대의 방어성벽, 우마야드 왕조의 왕궁(8세기) 및 주거지, 6세기의 비잔틴 교회 등 현재 활발하게 복원작업이 진행 중이거나 발굴을 기다리고 있다.
<암만 시타델, 고고학 박물관, 헤라클레스 신전>
암만 고고학 박물관(National Archaological Museum)에는 암만의 유물이 선사시대부터 시대별로 전시되어 있다. 시타델 중앙에 위치하고 규모는 작지만 융성했던 암만의 역사들을 되짚어 볼 수 있는 곳이다.

## 인구
| 연도                           | 인구       | ±% p.a. |
| ------------------------------ | ---------- | ------- |
| 1920                           | 200,000    | —       |
| 1922                           | 225,000    | +6.07%  |
| 1948                           | 400,000    | +2.24%  |
| 1952                           | 586,200    | +10.03% |
| 1961                           | 900,800    | +4.89%  |
| 1979                           | 2,133,000  | +4.91%  |
| 1994                           | 4,139,500  | +4.52%  |
| 2004                           | 5,100,000  | +2.11%  |
| 2015                           | 9,531,712  | +5.85%  |
| 2018                           | 10,171,480 | +2.19%  |
| 출처: Department of Statistics |            |         |

## 산업
요르단강 지류에 댐이 건설되어 농업용 수자원이 확보되어 있다. 주산물은 밀과 보리이다. 경제규모가 영세하여 미국, 사우디아라비아 등의 원조에 의존하고 있다.
요르단 정부에서는 "IT가 요르단의 생존 방법"이라고 정하고 있다.

## 공휴일
이슬람 휴일 및 명절, 5월 25일(독립기념일), 크리스마스 등이 있다. 주말도 포함된다.

## 군사
요르단은 지원제를 실시한다. 정규군 10만 명과 예비군 3만 5천 명을 보유하고 있으며, 왕실 근위병도 보유하고 있다. 요르단의 군사력은 중동 내에서 이스라엘에 버금 가는 것으로 평가되는 숙련도를 보이며, 실제 중동 전쟁에서도 이스라엘군과 대등하게 싸운 것으로 평가된다.

## 한국과의 관계
1962년에 대한민국과 수교하였으며 1974년에 조선민주주의인민공화국과 수교하였으나 2018년에 요르단이 조선민주주의인민공화국 공관 설치가 없자, 조선민주주의인민공화국과 외교관계를 끊었다.
한국은 1975년에 주요르단 한국대사관을 설치하였으며, 요르단은 2010년 10월 주한 요르단대사관 설치(이전까지는 주일 요르단 대사가 한국 대사를 겸임)하였다.